# Brias
Brias je francouzská obec v departementu Pas-de-Calais v regionu Hauts-de-France. Žije zde 297 obyvatel.

## Geografie

### Sousední obce
| Růžice kompasu |                        | Valhuon    | Bours         | Růžice kompasu |
| Růžice kompasu | Troisvaux              | Sever      | La Thieuloye  | Růžice kompasu |
| Růžice kompasu | Troisvaux              | Brias      | La Thieuloye  | Růžice kompasu |
| Růžice kompasu | Troisvaux              | Jih        | La Thieuloye  | Růžice kompasu |
| Růžice kompasu | Saint-Pol-sur-Ternoise | Ostreville | Monchy-Breton | Růžice kompasu |